# Bassareus mammifer
Bassareus mammifer är en skalbaggsart som först beskrevs av Newman 1840.  Bassareus mammifer ingår i släktet Bassareus och familjen bladbaggar. Inga underarter finns listade i Catalogue of Life.

## Bildgalleri

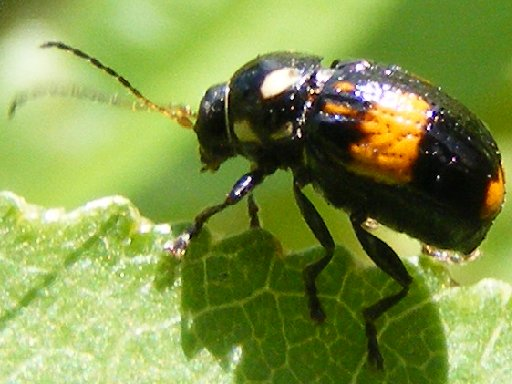
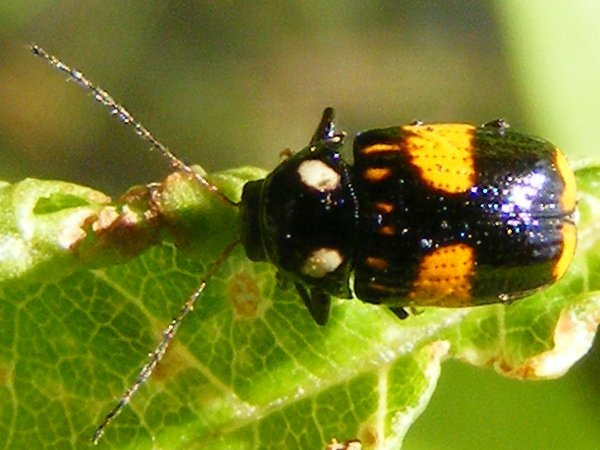
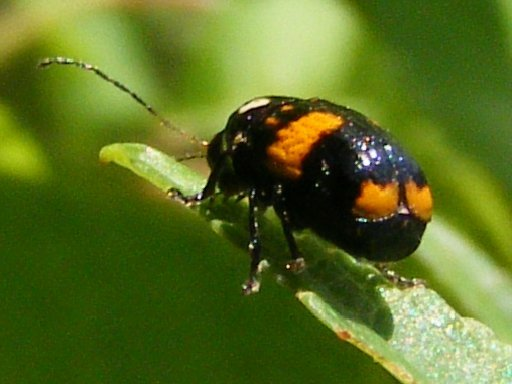
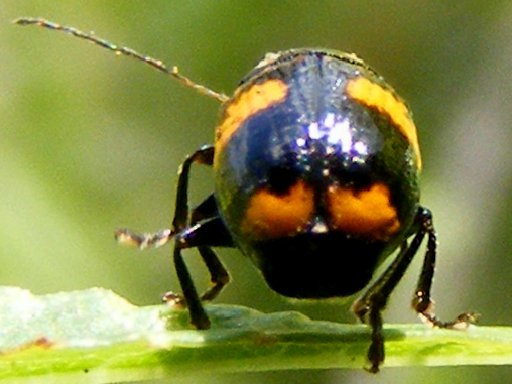